# Christian Köster (Regisseur)
Christian Henry Kantapper Köster (* 4. August 1947 in Hamburg; † 26. Oktober 2019) war ein deutscher Werbefilm-Regisseur. Er war Professor für Werbung an der Hochschule für Fernsehen und Film München (HFF München).

## Leben
Christian Köster  studierte in Maryland, USA und Hamburg Grafikdesign und freie Malerei. Mit 21 Jahren arbeitete er als 2. deutscher Regieassistent bei dem Film Die Brücke von Remagen unter Regie von John Guillermin.
Köster lernte bei dem deutschen Werbefilmer Bruno Knoche sowie dem in New York und Paris ansässigen Herb Skoble. Anfang der 80er Jahre war Köster Geschäftsführer, Autor und Regisseur von Cinedome Entertainment. Zwischenzeitlich war er historischer Fachberater und Art Director bei der britischen Spielfilmproduktion The Riddle of the Sands (deutsch „Bei Nacht und Nebel“) von 1979.
Köster war 1980 bis 1985 Regisseur bei der HKF Film- und Fernsehproduktion in Hamburg. 1985 gründete er die Vis-à-Vis TV- und Filmproduktion. Köster hat in seiner Laufbahn mehrere hundert Werbespots und Unternehmensfilme gedreht.
Sein Großvater war der Diplomat und SPD-Politiker Adolf Köster.

## Lehrtätigkeit
Nach ersten nebenberuflichen Schritten als Dozent an der Hanseatischen Akademie für Marketing und Medien, als Lehrbeauftragter an der Hochschule für Musik und Theater in Hamburg und an der Akademie der bildenden Künste in Nürnberg, sowie am Adolf-Grimme-Institut in Berlin und Leipzig wurde Köster 1999 kommissarischer Leiter des damaligen Bereiches Werbe-, PR- und Imagefilm an der Hochschule für Fernsehen und Film in München. Nach seiner hauptamtlichen Berufung 2001 war er Leiter des Bereiches Werbung an der HFF. Er war kontinuierliches Mitglied des Hochschulsenats, zeitweiliges Mitglied des Hochschulrats, sowie Vorsitzender des Prüfungsausschusses.
Köster war über Jahre hinweg im Innovationsausschuss des Beauftragten der Bundesregierung für Kultur und Medien.
Köster war Ehrenmitglied der Deutschen Werbefilmakademie.
Kösters Lehrinhalte basierten auf der Vermittlung sämtlicher Hierarchien, Abhängigkeiten, Rechte und Pflichten, sowie den Gepflogenheiten der Produktionsabläufe der Werbefilmbranche in ihrem Verhältnis zu Werbeagenturen und der Auftrag gebenden Industrie. Incl. Akquisition, Packaging, Preproduction, Umsetzung, Postproduction und Abnahmen. Sein Hauptmerk lag in der Ideenentwicklung, von der Strategie zum Konzept zur Idee zum Film. Dies beinhaltet die Bereiche Briefing ebenso wie Präsentation und Pitch. Köster unterstützte seine Studenten bei ihren Werbefilmprojekten, mit denen sie im Auftrag des Bereiches Werbung in den Jahren über 150 Preise und Auszeichnungen bei diversen Festivals wie dem ADC, First Steps, Klappe, Kurz&Schön, sowie dem New York Festival und dem Cannes Young Directors Award gewonnen haben.